# The Shuttle of Fate
The Shuttle of Fate è un cortometraggio muto del 1912 diretto da Colin Campbell.

## Produzione
Il film fu prodotto dalla Selig Polyscope Company.

## Distribuzione
Distribuito dalla General Film Company, il film - un cortometraggio di una bobina - uscì nelle sale cinematografiche statunitensi il 16 ottobre 1912. Il 29 dicembre 1912 venne distribuito anche nel Regno Unito.